# Rineloricaria microlepidogaster
Rineloricaria microlepidogaster — вид риб з роду Rineloricaria родини Лорікарієві ряду сомоподібні.

## Опис
Загальна довжина сягає 19,3 см. Спостерігається статевий диморфізм: самці більші за самиць. Голова відносно велика, сплощена зверху. Морда звужена, округла на кінці. У самців на голові та грудних плавцях є щетинки. Очі маленькі. Губи однакові. Рот являє собою своєрідну присоску. Зуби асиметричні, 5—11 на нижній щелепі та передній кістці. Тулуб стрункий, разом з черевом вкрито кістковими пластинками. Спинний та грудні плавці доволі великі. Черевні плавці дорівнюють або перевершую розмір грудних плавців. Жировий плавець відсутній. Анальний плавець невеличкий. Хвостове стебло тонке. Хвостовий плавець невеличкий, помірно широкий, закінчується довгою тонкою хвостовою ниткою у верхній лопаті.
Забарвлення жовтувато-коричневе з окремими темно-коричневими плямами, що перетворюються на легкі смуги на хвостовому стеблі. Черево біле.

## Спосіб життя
Зустрічається в річках з повільною, каламутною або забрудненою водою та піщаним, мулистим або кам'янистим ґрунтом. Тримається невеличкими косяками. Значний час доби висить на «листях» та корчах. Активна в присмерку. Живиться водоростями, рослинними рештками, детритом.

## Розповсюдження
Мешкає у Лагуна-дос-Патос та Парана — в межах Бразилії і Аргентини.